# Liste der Straßen in Essen-Südviertel

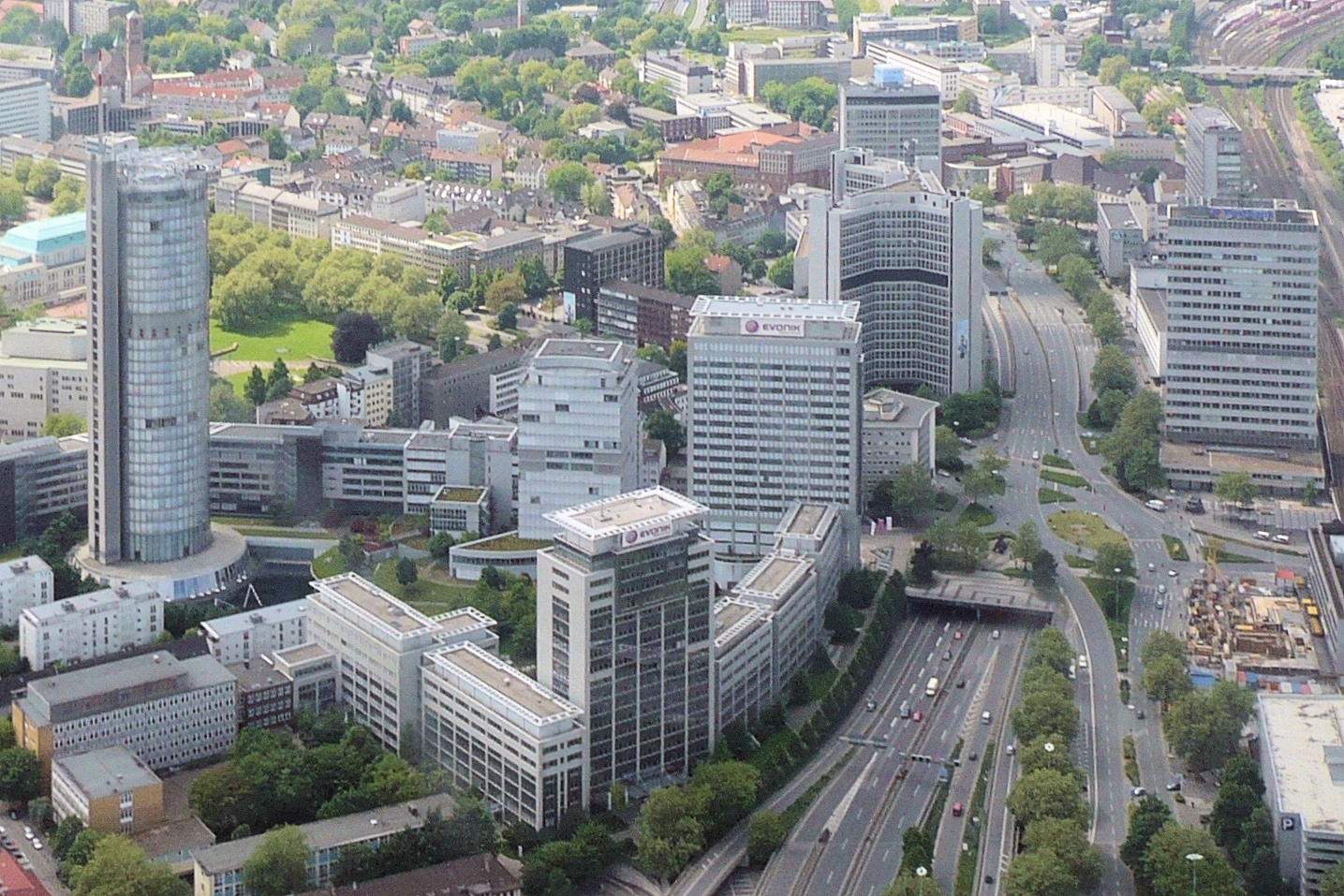
Südviertel

Die Liste der Straßen in Essen-Südviertel beschreibt das Straßensystem im Essener Stadtteil Südviertel mit den entsprechenden historischen Bezügen.

## Einführung und Überblick
Im Essener Südviertel, das neben dem Stadtkern, dem Nord-, dem Ost-, dem Südost- und dem Westviertel zur Innenstadt zählt, leben heute 12109 Einwohner (30. September 2022) auf einer Fläche von knapp einem Quadratkilometer. Zum Südviertel gehören die Postleitzahlenbezirke 45127, 45128 und 45130.
Im Südviertel sind die überwiegende Anzahl Straßen nach lokalen und überregional bedeutenden Persönlichkeiten benannt; darunter Industrielle, Komponisten und Dichter.
Die Grenzen des Südviertels werden wie folgt gebildet:
 im Norden durch die Bert-Brecht-Straße, die Bahnstrecke Dortmund–Duisburg und die Hohenburgstraße zum Nordosten; weiter im Osten durch die Bahnstrecke von Essen-Werden nach Essen-Hauptbahnhof; im Süden durch die Rellinghauser Straße, die Moltkestraße, die Witteringstraße und die Kahrstraße; im Westen durch die Gemarkenstraße, die Hölderlinstraße und die Friedrichstraße.
Im Südviertel gibt es 73 benannte Verkehrsflächen, darunter fünf Plätze.
 Folgende Straßen befinden sich dabei nur teilweise im Stadtteil:
 Friedrichstraße, Hölderlinstraße, Isenbergstraße, Kahrstraße, Mörikestraße, Richard-Wagner-Straße, Rellinghauser Straße, Rüttenscheider Straße
Durch den Stadtteil Südviertel verlaufen:
- die Bundesautobahn  in Ost-West-Richtung,
- die Bundesstraße  auf der Bismarckstraße von Rüttenscheid kommend über die Friedrichstraße weiter zum Westviertel und
- die Landesstraße L 451 auf der Kronprinzen- und der Hohenzollernstraße.

## Liste der Straßen
Die nachfolgende Tabelle gibt eine Übersicht über die Straßen und Wege im Stadtteil mit entsprechenden Informationen.
- Name: aktuelle Bezeichnung der Straße oder des Platzes.
- Länge/Maße in Metern:
 Die in der Übersicht enthaltenen Längenangaben sind gerundete Übersichtswerte, die in Google Earth mit dem dortigen Maßstab ermittelt wurden. Sie dienen Vergleichszwecken und werden, sofern amtliche Werte bekannt sind, ausgetauscht und gesondert gekennzeichnet.
 Bei Plätzen sind die Maße in der Form a × b angegeben.
 Der Zusatz (im Stadtteil) gibt an, dass die Länge die des Straßenabschnitts innerhalb des Südviertels ist, da die Straße in benachbarte Stadtteile weitergeführt wird.
- Herleitung: Ursprung oder Bezug des Namens
- Datum der Benennung: amtliche Erstbenennung
- Anmerkungen: zusätzliche Informationen
- Bild: Foto der Straße oder eines anliegenden Objekts

| Name                     | Länge/Maße (in Metern) | Herleitung                                                                                    | Datum der Benennung | Bemerkungen | Bild                                                   |
| ------------------------ | ---------------------- | --------------------------------------------------------------------------------------------- | ------------------- | --- | ------------------------------------------------------ |
| Admiral-Scheer-Straße    | 170                    | Reinhard Scheer, Marineoffizier und Admiral im Ersten Weltkrieg                               | 8. Mai 1933         | Die Admiral-Scheer-Straße, die zuvor Am Stadtgarten hieß, zweigt als Stichstraße von der Friedrichstraße nach Norden ab und verläuft westlich des Stadtgartens. |                                                        |
| Am Bernewäldchen         | 70                     | Wäldchen, an dem die Berne entspringt                                                         | 27. Mai 1904        | Das Wäldchen, in dem die Berne entsprang, war der Klostermannsbusch, der zum Hof Klostermann (später Schnutenhaus) gehörte. Der Name Bernewäldchen wird erstmals 1887 in den Katasterbüchern genannt. 1904 wurde das Bernewäldchen zusammen mit dem Ausflugslokal (heute ein Restaurant am Moltkeplatz) von der Stadt Essen erworben. Verkäufer war der Hofbesitzer Ernst Schnutenhaus aus Huttrop. Die Straße Am Bernewäldchen verbindet die Richard-Wagner-Straße mit der Mozartstraße. |                                                        |
| Am Thyssenhaus           | 150                    | Ehemaliges Thyssen-Hochhaus, vormals Rheinstahl                                               | 4. Feb. 1977        | Die Stichstraße von der Bert-Brecht-Straße ist nach der Lage am ehemaligen Thyssen-Hochhaus (heute RUHR Tower) benannt, das 1961 Essens erstes Hochhaus mit knapp 80 Metern Höhe ist. Das Gebäude wurde für die Rheinische Stahlwerke AG erbaut, so dass die Straße zunächst Am Rheinstahlhaus hieß. 1976 erfolgte die Übernahme durch Thyssen (später ThyssenKrupp), was zur Umbenennung der Straße führte. Seit 2016 wird das heute denkmalgeschützte Gebäude von privater Hand saniert, nachdem es 2015 an ein Essener Beratungs-, Beteiligungs- und Vermittlungsunternehmen verkauft wurde. | Ruhr Tower                                             |
| An St. Ignatius          | 200                    | Gemeinde St. Ignatius                                                                         | 22. Mai 1946        | 1924 wurde im Saal der Jesuitenresidenz eine Notkirche eingerichtet. 1954 wurde die Kirchengemeinde St. Ignatius gegründet. 1961 folgte die Fertigstellung der Kirche St. Ignatius. Die Jesuiten verließen die Stadt Essen 2012. Ein Jahr später wurde der marode Kirchturm niedergelegt und die Kirchenräume für Gemeindeteile von St. Gertrud saniert. Die Straße An St. Ignatius, die zuvor Freiligrathstraße hieß, verbindet die Kaupenstraße mit der Holsterhauser Straße. | St. Ignatius                                           |
| Baedekerstraße           | 230                    | Baedeker, Essener Buchhändlerfamilie                                                          | 1. Okt. 1920        | Gottschalk Diedrich Baedeker ist Gründer des G. D. Baedeker Verlags in Essen. Sein erster Sohn Karl Baedeker gründete den Verlag Karl Baedeker und gab die später bekannten Baedeker-Reiseführer heraus. Die Baedeker Straße, die zuvor Huyssenstraße hieß, führt westlich von der Huyssenallee über die Dreilindenstraße und endet vor dem Bismarckplatz als Sackgasse. |                                                        |
| Baumstraße               | 280                    | Zum Lindengut von Peter Heyden gehöriger Baumhof                                              | 17. Jan. 1868       | Die Eheleute Kreisgeometer Peter Heyden errichteten 1841 das Lindengut westlich der damaligen Kettwiger Chaussee (heute Grünanlage hinter dem Glückaufhaus), zu dem gegenüber ein Baumgarten oder auch Baumhof gehörte. Hier ließ Alfred Krupp 1871 die Arbeiterkolonie Baumhof für die Arbeiter der Krupp-Gussstahlfabrik errichten. Die Baumstraße zweigt östlich der Rüttenscheider Straße ab, bildete dabei einst die südliche Grenze der Arbeiterkolonie, und führt heute auf die Witteringstraße. |                                                        |
| Beethovenstraße          | 360                    | Ludwig van Beethoven, Komponist                                                               | 4. Mai 1900         | Die Beethovenstraße führt vom Isenbergplatz zur Schubertstraße. |                                                        |
| Beiseweg                 | 100                    | Besieweg, Flurname                                                                            | 17. Jan. 1868       | In der Mutterrolle von 1827 wird An Beiseweg genannt. Der Beiseweg ist eine von der Straße An St. Ignatius abgehende Stichstraße parallel zur Kruppstraße. |                                                        |
| Bert-Brecht-Straße       | 450 im Stadtteil       | Bertolt Brecht, Dramatiker und Lyriker                                                        | 7. Apr. 1978        | Benannt nach dem einflussreichen Dramatiker und Lyriker des 20. Jahrhunderts bildet die Bert-Brecht-Straße, die südlich parallel der Haupt-Eisenbahnstrecke verläuft, in Teilen die Grenze zum Westviertel und zum Stadtkern. Bis 1978 hieß sie Schillerstraße. | Stadtarchiv an der Bert-Brecht-Straße                  |
| Bismarckplatz            | 55 × 50                | Otto von Bismarck, Reichskanzler und Ehrenbürger der Stadt Essen                              | um 1887             | Auf dem Bismarckplatz wurde am 23. September 1900 das Bismarck-Denkmal enthüllt. Der Bismarckplatz liegt an der Schnittstelle der Kruppstraße und der Bismarckstraße. | Bismarckplatz                                          |
| Bismarckstraße           | 1120                   | Otto von Bismarck, Reichskanzler und Ehrenbürger der Stadt Essen                              | um 1887             | Die Bismarckstraße führt von der Bahnstrecke Dortmund–Duisburg nach Süden über die Kruppstraße und die Friedrichstraße weiter nach Rüttenscheid, wo sie als Alfredstraße fortgeführt wird. Ab der Friedrichstraße und weiter in Rüttenscheid ist sie Teil der Bundesstraße 224. | Bismarckstraße                                         |
| Brahmsstraße             | 130                    | Johannes Brahms, Komponist, Pianist und Dirigent                                              | 7. Dez. 1906        | Die Brahmsstraße verbindet die Max-Fiedler-Straße mit der Rellinghauser Straße. |                                                        |
| Brauerstraße             | 100                    | einstige Lage in der Nähe einiger Brauereien                                                  | 15. Jan. 1895       | Zur Benennung der Straße führte die Lage mehrerer Brauereien im nahen Umkreis. Das waren die Brauerei Rauter mit dem Gründungsjahr 1853, die Brauerei Fehrenberg mit dem Gründungsjahr 1865 (ab 1875: Fehrenberg & Stinnesbeck, ab 1905: Phönix-Brauerei GmbH) und die Actien-Bierbrauerei in Essen an der Ruhr, die spätere Stern-Brauerei. Die Brauerstraße verbindet die Steinstraße mit der Fischerstraße. |                                                        |
| Brunnenstraße            | 290                    | Brunnen zur Wasserversorgung der Stadt Essen                                                  | 1. Juli 1891        | Ende der 1850er-Jahre gab es Pläne im Städtischen Steinbruch, im Bereich des späteren und heute nicht mehr vorhandenen Teiches des Stadtgartens, Brunnen anzulegen, um dem Wassermangel der Stadt, der aufgrund des Bergbaus entstand, entgegenzuwirken. Vorhanden Brunnen in der Stadt drohten zu versiegen. Als die Stadt den Steinbruch 1865 an die Gemeinnützige Actiengesellschaft veräußern wollte, machte die Düsseldorfer Regierung Bedenken gegen den Vertrag geltend, denn sie wollte das Eigentum der Stadt erhalten, das in der Steingrube Wasserquellen barg, die von Vorteil für die Stadt hätten sein können. Die Brunnenstraße, die in der Zeit des Nationalsozialismus Mackensenstraße hieß, führt von der Rellinghauser Straße östlich am Stadtgarten vorbei über die Hohenzollernstraße zur Witteringstraße. | links: Brunnenstraße am Stadtgarten                    |
| Dreilindenstraße         | 430                    | Linden                                                                                        | 17. Jan. 1868       | Die Dreilindenstraße war vor dem Ausbau der Kettwiger Chaussee, der heutigen Huyssenallee, ein Teil der Landstraße von Essen nach Werden. Etwa im Bereich der Baedekerstraße befanden sich drei nah beieinander stehende Linden, auf die vermutlich zur Benennung führten. Weiter nördlich, auf dem Gebiet der heutigen Grünanlage hinter dem Glückaufhaus, errichtete das Ehepaar Kreisgeometer Peter Heyden 1841 das Lindengut. 1937 erwarb die Stadt Essen das Lindengut, dessen Gebäude im Zweiten Weltkrieg zerstört wurden. Von der Dreilindenstraße führt ein Teil als Stichstraße von der Baedekerstraße nach Norden und der längere Teil von dort nach Süden und endet ebenfalls als Stichstraße. Dabei verläuft sie parallel zwischen Bismarckstraße und Huyssenallee. |                                                        |
| Emilienstraße            | 340                    | Emilie Besse, Ehefrau des Brauereibesitzers Wilhelm Besse                                     | 10. Juni 1887       | Emilie Besse wurde am 21. März 1811 in Werden als Emilie Meckenstock geboren. Sie war die Ehefrau des Brauereibesitzers Wilhelm Besse. Er ließ an der Emilienstraße nahezu alle Häuser errichten. Emilie starb am 27. Dezember 1897 in Essen. Die Emilienstraße führt von der Von-Schmollern-Straße zum Isenbergplatz. |                                                        |
| Ernst-Schmidt-Platz      | 50 × 20                | Ernst Schmidt, Stadthistoriker                                                                | 28. Dez. 2010       | Der Ernst-Schmidt-Platz befindet sich vor dem Haus der Essener Geschichte / Stadtarchiv. | Ernst-Schmidt-Platz                                    |
| Europaplatz              | 60 × 60                | Bekenntnis der Stadt Essen zu Europa                                                          | 27. Sep. 2017       | Nach Ratsbeschluss vom 27. September 2017 wurde der Platz südlich des Hauptbahnhofs von Freiheit in Europaplatz umbenannt. Der nordöstlich davon abzweigende Straßenzug bis zur Helbingstraße behält die Bezeichnung Freiheit. | Europaplatz                                            |
| Fischerstraße            | 120                    | Franz Fischer, Pfarrer                                                                        | 4. Jan. 1895        | Der am 20. August 1807 in Werden geborene Franz Fischer war ein katholischer Geistlicher und zwischen 1849 und 1892 Pfarrer an St. Johann in Essen. Er starb am 20. April 1892 in Essen. Die Fischerstraße verbindet die Rellinghauser Straße mit der Gutenbergstraße. |                                                        |
| Folkwangstraße           | 100                    | Lage am Museum Folkwang                                                                       | 15. Jan. 1936       | Die Folkwangstraße verbindet die Bismarckstraße mit der Rüttenscheider Straße. |                                                        |
| Frau-Bertha-Krupp-Straße | 100                    | Bertha Krupp geb. Eichhoff (1831–1888), Ehefrau des Industriellen Alfred Krupp                | 26. Jan. 1906       | Die Frau-Berta-Krupp-Straße (ohne „h“ bei Bertha) verlief ursprünglich von der Rellinghauser Straße südlich und östlich um den Friedhof am Kettwiger Tor herum, auf dem sich auch der Familienfriedhof Krupp befand. Dieser Verlauf hieß zuvor Berthastraße. Dieser gesamte Bereich ist heute südlich des Essener Hauptbahnhofs mit der Freiheit und der A 40 überbaut. Am 9. Juli 1915 wurde die Frau-Berta-Krupp-Straße bis zur Weiglestraße verlängert, wo sie zuvor in Teilen Alexstraße hieß. Am 12. Dezember 1957 wurde die Schreibweise Frau-Bertha-Krupp-Straße (mit „h“ bei Bertha) eingeführt. Sie verlief ab Ende der 1960er-Jahre aufgrund städtebaulicher Veränderungen parallel südlich der neuen A 40 von der Rellinghauser Straße bis zur Helbingstraße. Anfang der 1990er Jahre wurde sie aufgrund der Errichtung der Evonik-Firmenzentrale auf ihre heutige Länge zwischen der Heinickestraße und der Helbingstraße verkürzt. |                                                        |
| Freiheit                 | 250                    | städtebauliche Freiheit                                                                       | 20. Nov. 1937       | Durch Abriss der Huyssens-Stiftung, die damals an der Huyssenallee vor dem Kettwiger Tor beheimatet war, entstand südlich des Hauptbahnhofs städtebaulich ein freier Raum. So erhielt dieser Bereich, heute ein Kreisverkehr mit abzweigendem Straßenzug bis zur Helbingstraße, den Namen Freiheit. Dieser Straßenzug behält seine Bezeichnung, während der Kreisverkehr nach Ratsbeschluss vom 27. September 2017 in Europaplatz umbenannt wurde. | Straße zwischen Autobahn 40 und Hauptbahnhof: Freiheit |
| Friedrich-List-Straße    | 280                    | Friedrich List, Wirtschaftstheoretiker, Unternehmer, Diplomat und Eisenbahn-Pionier           | 5. Juni 1934        | Die Friedrich-List-Straße, die zuvor Viktoriastraße hieß, führt von der Brunnenstraße zur Baumstraße, wo Sie jedoch kurz zuvor als Sackgasse endet. |                                                        |
| Friedrichstraße          | 780 im Stadtteil       | Friedrich Krupp, Gründer der Krupp-Gussstahlfabrik                                            | 17. Juli 1874       | Die Friedrichstraße war ein Teil der Verbindung von der Gussstahlfabrik zur Villa Hügel, den die Mitglieder der Familie Krupp oft nutzten. Heute ist sie Teil der Bundesstraße 224. | Erlöserkirche an der Friedrichstraße                   |
| Gärtnerstraße            | 380                    | Lage der Gärtnerei Böhnert                                                                    | 18. Mai 1894        | Die Gärtnerstraße wurde ursprünglich auf dem Gebiet der Gärtnerei Friedrich Böhnert angelegt. 1959 wurde sie um die zuvor sogenannte Syndikatstraße verlängert, Anfang der 1990er-Jahre dort jedoch durch die Errichtung der Evonik-Firmenzentrale überbaut. Im südlichen Verlauf wurde die Gärtnerstraße zwischen Kronprinzenstraße und Beethovenstraße 1930 in Hendrik-Witte-Straße umbenannt. Die heutige Gärtnerstraße verläuft von der Kronprinzenstraße in nördlicher Richtung über die Steinstraße, wird vom Steinplatz getrennt, und führt nach ihm weiter über die Wiesenstraße, wo sie als Sackgasse endet. |                                                        |
| Geibelstraße             | 120                    | Emanuel Geibel, Lyriker                                                                       | 11. März 1898       | Die Geibelstraße zweigt südlich der Bert-Brechtstraße ab und endet vor der Bismarckstraße als Sackgasse. | Geibelstraße                                           |
| Goethestraße             | 490 (im Stadtteil)     | Johann Wolfgang von Goethe, Dichter                                                           | 11. März 1898       | Die Goethestraße zweigt von der Friedrichstraße ab und verläuft um die Erlöserkirche herum. Danach verläuft sie westlich parallel zur Bismarckstraße in südlicher Richtung weiter bis auf die Kahrstraße, nach der sie in Rüttenscheid weitergeführt wird. | Kruppsches Beamtenhaus an der Goethestraße 32–36       |
| Gutenbergstraße          | 630                    | Johannes Gutenberg, Erfinder des modernen Buchdrucks                                          | 1. März 1901        | Die Gutenbergstraße trug ursprünglich zwischen Richard-Wagner-Straße und Moltkestraße diesen Namen. Am 9. Juli 1915 wurde sie um die zuvor sogenannte Hofstraße bis zum heutigen Opernplatz verlängert. 1930 wurde der ursprüngliche Teil zwischen Richard-Wagner-Straße und Moltkestraße in Max-Fiedler-Straße umbenannt. Die heutige Gutenbergstraße führt vom Opernplatz über die Kronprinzenstraße bis zur Moltkestraße. |                                                        |
| Heinickestraße           | 380                    | Samuel Heinicke, Gehörlosenpädagoge                                                           | 29. Nov. 1889       | Zwischen 1937 und 1940 wurde die Heinickestraße versehentlich in Steineckenstraße umbenannt. Aufgrund Heinickens Vornamen Samuel nahm man an, dass er Jude sei und taufte die Straße in der Zeit des Nationalsozialismus deshalb um. Nachdem der Fehler bemerkt wurde, und auch, dass Viktor Steinecke, Direktor des Helmholtz-Gymnasiums, einer Logenvereinigung angehörte, nahm man die Umbenennung zurück. Die Heinickestraße, die zuvor Taubenstraße hieß, führt von der Frau-Bertha-Krupp-Straße zur Kronprinzenstraße. |                                                        |
| Heinrichstraße           | 65                     | Heinrich Arnold Huyssen, Industrieller und Bürgermeister der Stadt Essen                      | 31. Juli 1885       | Die Heinrichstraße verbindet die Dreilindenstraße mit der Huyssenallee. |                                                        |
| Helbingstraße            | 590                    | Heinrich Glorius Helbing, Vorstandsmitglied der Emschergenossenschaft und des Lippeverbandes  | 27. Nov. 1933       | Heinrich Glorius Helbing wurde am 2. Januar 1873 in St. Johann (Saar) geboren. Er war Baudirektor und Vorstandsmitglied der Emschergenossenschaft und des Lippeverbandes. Sein Einsatz galt insbesondere der Abwasserbeseitigung und damit in besonderem Maße der Wasserwirtschaft im Ruhrgebiet. Helbing starb am 5. Oktober 1933 in Essen. Die Helbingstraße, die zuvor Huttropstraße hieß, verläuft vom Hauptbahnhof unter der Bundesautobahn 40 hindurch bis zur Kronprinzenstraße, wo sie in die Richard-Wagner-Straße übergeht. Die Überführung der Autobahn wurde in Anlehnung Helbingbrücke genannt. | Regionalverband Ruhr, links Helbingstraße              |
| Hendrik-Witte-Straße     | 160                    | Georg Hendrik Witte, niederländischer Professor, Komponist, Leiter des Essener Musikvereins   | 20. März 1930       | Die Hendrik-Witte-Straße, die zuvor Gärtnerstraße hieß, verbindet die Beethovenstraße mit der Kronprinzenstraße. |                                                        |
| Hölderlinstraße          | 340                    | Friedrich Hölderlin, Lyriker                                                                  | 15. Juli 1954       | Die Hölderlinstraße hieß ursprünglich Mörderstraße. Später trug sie in Teilen die Namen Klopstockstraße, Friedrichshof und Lordstraße. Die heutige Hölderlinstraße führt von der Holsterhauser Straße über die Kaupenstraße zur Goethestraße, wobei sie zwischen Holsterhauser- und Kaupenstraße die Grenze zu Holsterhausen bildet. | Hölderlinstraße                                        |
| Hohenburgstraße          | 450                    | Hohenburg, Name einer ehemaligen Mühle                                                        | 17. Jan. 1868       | Die Mühle Hohenburg, auch Hugenborg, gehörte zum Stift Essen und wird urkundlich im Jahr 1170 erwähnt. Um 1684/85 wurde die Lohmühle in eine Kornmühle umgewandelt. 1790 wurde sie durch die Fürstäbtissin Maria Kunigunde an den Müller Heinrich Bercken verpachtet. Die Mühle existierte bis etwa 1880. Die Hohenburgstraße bildet auf ihrer gesamten Länge die Grenze zum Südostviertel. |                                                        |
| Hohenzollernstraße       | 620                    | Hohenzollern, Adelsgeschlecht                                                                 | 4. Jan. 1895        | Die Hohenzollernstraße erinnert an das Adelsgeschlecht Hohenzollern, aus dem später der deutsche Kaiser hervorging. Die Hohenzollernstraße gehört zu einem Straßenzug, der um 1890 als Ringstraße um das damalige Stadtgebiet geplant war und an die Geschichte des Hauses Hohenzollern erinnern sollte. Diese Ringstraße begann mit der Hohenzollernstraße und führte weiter mit den nach und nach benannten Straßen Kaiserstraße (heute zur Hohenzollernstraße gehörig), Kronprinzen-, Kurfürsten-, Markgrafen-, Burggrafen-, Herzog- und Nürnberger Straße (heute Blücherstraße). Die Hohenzollernstraße, die zwischen Rellinghauser Straße und Von-Schmoller-Straße bis 1978 Kaiserstraße hieß, führt heute von der Rellinghauser Straße zur Huyssenallee. |                                                        |
| Holsterhauser Straße     | 150 (im Stadtteil)     | Holsterhausen, Teil des Dreibauerschaftsquartiers mit Frohnhausen und Altendorf               | 13. Dez. 1901       | Die Holsterhauser Straße wurde nach dem Zweiten Weltkrieg von Holsterhausen kommend weiter ins Südviertel bis zur Friedrichstraße verlängert. |                                                        |
| Huyssenallee             | 760                    | Familie Huyssen, Stifter, Bürgermeister und Industrielle                                      | 2. Jan. 1906        | Die Familie Huyssen brachte mehrere Ratsherren, Bürgermeister und Industrielle hervor, darunter der Ratsherr und Bürgermeister Arnold von Huyssen (1659–1734), der Stadtrat und Erste Beigeordnete Wilhelm Arnold Christian Huyssen (1776–1834), der Industrielle, Bürgermeister und Stifter der Huyssens-Stiftung Heinrich Arnold Huyssen (1779–1870) und der Gewerke und Ratszugehörige Heinrich Theodor Ludwig Huyssen (1822–1901). Die Huyssenallee, die einst zur Kettwiger Chaussee gehörte, verläuft zwischen der Freiheit und der Friedrichstraße nach Süden. | Saalbau an der Huyssenallee                            |
| Isenbergplatz            | 80 × 40                | Isenberg, Bauerschaft                                                                         | 12. Sep. 2012       | Die Bauerschaft Isenberg ist identisch mit der späteren Bauerschaft Heide, dort, wo heute der Stadtteil Stadtwald liegt. Die Grafen der Isenburg bei Hattingen waren Essener Stiftsvögte. So spielte die Isenburg beim Kampf um die Essener Vogtei eine wichtige Rolle. Der Isenbergplatz wurde bereits vor der offiziellen Benennung im Volksmund so genannt. Er liegt im südöstlichen Teil des Südviertels zwischen Rellinghauser Straße, Emilien-, Schorn, Isenberg- und Beethovenstraße. |                                                        |
| Isenbergstraße           | 140 (im Stadtteil)     | Isenberg, Bauerschaft                                                                         | 1. März 1901        | Die Bauerschaft Isenberg ist identisch mit der späteren Bauerschaft Heide, dort, wo heute der Stadtteil Stadtwald liegt. Die Grafen der Isenburg bei Hattingen waren Essener Stiftsvögte. So spielte die Isenburg beim Kampf um die Essener Vogtei eine wichtige Rolle. Die Isenbergstraße, die ursprünglich Jahnstraße und dann Isenburgstraße hieß, führt vom Isenbergplatz in südlicher Richtung zur Witteringstraße und seit 26. Januar 1906 weiter nach Rüttenscheid. |                                                        |
| Juliusstraße             | 120                    | Julius Flügge, Architekt                                                                      | 30. Jan. 1874       | Die Juliusstraße verbindet die Huyssenallee mit der Rellinghauser Straße. | Juliusstraße                                           |
| Kahrstraße               | 430 (im Stadtteil)     | Örtlichkeit                                                                                   | 16. Mai 1902        | In der Mutterrolle von 1827 wird die Kahrgate erwähnt. So lautete die ursprüngliche Wegbezeichnung Kahrgate, auch Kahrgatt oder Kahrweg. Die Kahrstraße führt von der Rüttenscheider Straße in westlicher Richtung über die Goethestraße weiter nach Holsterhausen, wobei sie bis dahin im gesamten Verlauf die Grenze zu Rüttenscheid bildet. |                                                        |
| Kaupenstraße             | 270 (im Stadtteil)     | Gewässerteil                                                                                  | 17. Jan. 1868       | Die Kaupe (auch Kufe) war ein Sammelbecken des Quellwassers des ehemaligen Baches Limbecke. 1434 wird eine lange weiter bestehende Wasserleitung erwähnt, die das Wasser in hölzernen Röhren in die Stadt leitete. 1880 wurde die Kaupe wegen Bergschäden geschlossen. Bis 1968 gehörten die dann so benannte Walter-Hohmann-Straße, die von der Friedrichstraße weiter zur Bismarckstraße führt, ebenso zur Kaupenstraße wie die Zindelstraße, die weiter zur Baedekerstraße führt. Die heutige Kaupenstraße verläuft von der Friedrichstraße über die Hölderlinstraße zur Mörikestraße, wobei sie im letztgenannten Abschnitt die Grenze zu Holsterhausen bildet. |                                                        |
| Kindlingerstraße         | 60                     | Nikolaus Kindlinger, Priester, Archivar und Literat                                           | 1. Juli 1891        | Die Kindlingerstraße führt von der Huyssenallee zur Admiral-Scheer-Straße am Stadtgarten. |                                                        |
| Kleine Steinstraße       | 140                    | Anlehnung an die Steinstraße                                                                  | 1. Okt. 1920        | Die Kleine Steinstraße ist eine nördliche Stichstraße der Steinstraße. |                                                        |
| Kleiststraße             | 100                    | Heinrich von Kleist, Dramatiker, Erzähler, Lyriker und Publizist                              | 3. März 1897        | Die Kleiststraße verbindet die Bismarckstraße mit der Dreilindenstraße. |                                                        |
| Kronprinzenstraße        | 570                    | Kronprinz, Adelstitel beider Deutscher Kaiser                                                 | 4. Jan. 1895        | Die Kronprinzenstraße gehört zu einem Straßenzug, der um 1890 als Ringstraße um das damalige Stadtgebiet geplant war und an die Geschichte des Hauses Hohenzollern erinnern sollte. Diese Ringstraße begann mit der Hohenzollernstraße und führte weiter mit den nach und nach benannten Straßen Kaiserstraße (heute zur Hohenzollernstraße gehörig), Kronprinzen-, Kurfürsten-, Markgrafen-, Burggrafen-, Herzog- und Nürnberger Straße (heute Blücherstraße). | St. Engelbert an der Kronprinzenstraße                 |
| Kruppstraße              | 840 (im Stadtteil)     | Krupp, Industriellenfamilie                                                                   | 16. Mai 1902        | Die Kruppstraße verläuft von der Freiheit am Hauptbahnhof zur Friedrichstraße. Bis zum Bau der A 40 führte sie auf deren heutiger Trasse weiter in westlicher Richtung nach Holsterhausen bis zur Hobeisenstraße. | Kruppstraße mit Thyssenhaus                            |
| Lenaustraße              | 280                    | Nikolaus Lenau, österreichischer Schriftsteller                                               | 8. März 1977        | Die Lenaustraße bestand seit 1898 zunächst aus zwei Straßen; die längere Straße von der Friedrichstraße abgehend trug den Namen Lessingstraße, die kürzere von der Bismarckstraße abgehend den Namen Hachestraße. Die Hachestraße führte dabei weiter nach Nordwesten über die Kruppstraße bis zur Sachsenstraße. Diese Verlängerung wurde 1934 aufgehoben und das verblieben kurze Stück zwischen Bismarckstraße und Lessingstraße der Lessingstraße angegliedert. 1977 wurde diese Lessingstraße in Lenaustraße umbenannt. So verbindet die heutige Lenaustraße die Bismarckstraße in einem Winkel mit der Friedrichstraße. |                                                        |
| Lortzingstraße           | 130                    | Albert Lortzing, Komponist, Librettist, Schauspieler, Sänger und Dirigent                     | 27. Mai 1904        | Die Lortzingstraße verbindet die Moltkestraße mit der Beethovenstraße. |                                                        |
| Max-Fiedler-Straße       | 270                    | Max Fiedler, Komponist                                                                        | 20. März 1930       | Die Max-Fiedler-Straße, die zuvor Teil der Gutenbergstraße war, verbindet die Richard-Wagner-Straße und die Moltkestraße. | Max-Fiedler-Straße                                     |
| Max-Reger-Straße         | 150                    | Max Reger, Komponist, Organist, Pianist und Dirigent                                          | 2. Okt. 1927        | Max Reger hatte durch Freunde enge Beziehungen zu Essen. Einige Uraufführungen seiner Werke fanden hier statt. Die Max-Reger-Straße, die zuvor Elisabethstraße hieß, verbindet die Rellinghauser Straße mit der Gutenbergstraße. |                                                        |
| Mörikestraße             | 260 (im Stadtteil)     | Eduard Mörike, Lyriker, Erzähler und Übersetzer                                               | 15. Juli 1954       | Die Straßenführung der Mörikestraße entstand nach den Zerstörungen im Zweiten Weltkrieg neu. Etwa in diesem Bereich verlief zuvor ein Teil der Lordstraße, der später Beiseweg hieß. Die Mörikestraße führt von der Goethestraße zur Kaupenstraße und weiter nach Holsterhausen. |                                                        |
| Moltkestraße             | 390 (im Stadtteil)     | Helmuth Karl Bernhard von Moltke, Generalfeldmarschall                                        | 4. Feb. 1900        | Die Moltkestraße führt aus Huttrop und dem Südostviertel kommend von der Bahnstrecke von Essen nach Werden zur Rellinghauser Straße, wo sie als Witteringstraße weiterführt. |                                                        |
| Mozartstraße             | 130                    | Wolfgang Amadeus Mozart, Komponist                                                            | 4. Mai 1900         | Die Mozartstraße verbindet die Kronprinzenstraße mit der Straße Am Bernewäldchen. |                                                        |
| Opernplatz               | 50 × 20                | Anlehnung an das benachbarte Aalto-Theater                                                    | 9. Dez. 1996        | Die eigentliche Straßenkreuzung der Gutenberg-, der Rellinghauser- und der Rolandstraße wurde 1996 Opernplatz genannt. | RWE-Turm am Opernplatz                                 |
| Rellinghauser Straße     | 1420 (im Stadtteil)    | Rellinghausen, ehemalige Bürgermeisterei                                                      | um 1860             | Die Straße erinnert an die einstige Bürgermeisterei Rellinghausen. Von 1815 bis 1875 gehörte Rellinghausen zur Bürgermeisterei Steele. 1876 wurde die Landbürgermeisterei Rellinghausen aus Rellinghausen, Bergerhausen und Heide gebildet. 1884 kam Rüttenscheid als ehemaliger Teil von Stoppenberg zur Landbürgermeisterei Rellinghausen, schied aber im Jahr 1900 wieder aus dieser aus. 1910 wurde Rellinghausen durch Eingemeindung ein Stadtteil von Essen. Die Rellinghauser Straße führt von der Freiheit am Hauptbahnhof über den Opernplatz, die Kronprinzenstraße, den Isenbergplatz und die Moltkestraße vorbei am Bahnhof Essen Süd weiter nach Huttrop und Bergerhausen. | Bahnhof Essen Süd an der Rellinghauser Straße          |
| Richard-Wagner-Straße    | 720 (im Stadtteil)     | Richard Wagner, Komponist, Dramatiker, Dichter, Schriftsteller, Theaterregisseur und Dirigent | 27. Mai 1904        | Die Richard-Wagner-Straße führt in Verlängerung der Helbingstraße von der Kronprinzenstraße über die Moltkestraße zur Rellinghauser Straße, von wo aus sie nach Rüttenscheid weitergeführt wird. | Emschergenossenschaft, links Richard-Wagner-Straße     |
| Rolandstraße             | 170                    | Roland (=Rodeland), Flurname                                                                  | um 1872             | 1474 wird in einer Urkunde der Verkauf von Land im Essener Feld genannt In dem Rodland an Johan van Holte verkauft. In der Mutterrolle von 1822 taucht die Bezeichnung Aufm Essener Rohland auf. Mit Roland wurde der gesamte Südteil des städtischen Weichbildes weiter bis in die Holsterhauser Gemarken bezeichnet. Hinzu kam wohl noch das Ostfeld und das ursprünglich zu Hof Ehrenzell (der Burg) gehörige Burgfeld. Die Rolandstraße verbindet die Huyssenallee mit dem Opernplatz. | Rolandstraße                                           |
| Rüttenscheider Straße    | 370 (im Stadtteil)     | Rüttenscheid, ehemalige Bauerschaft                                                           | 26. Jan. 1906       | Die Bauerschaft Rüttenscheid war eine politische Gemeinde, die zur Bürgermeisterei Altenessen gehörte. Nachdem die Bürgermeisterei Altenessen 1874 geteilt wurde, gehörte Rüttenscheid zur nun neuen Bürgermeisterei Stoppenberg. 1884 schlossen sich Rellinghausen, Heisingen und Rüttenscheid zur Bürgermeisterei Rellinghausen zusammen. Zwischen 1900 und der Eingemeindung zur Stadt Essen 1905 war Rüttenscheid eine eigenständige Bürgermeisterei mit dem einzigen Bürgermeister Friedrich Wilhelm Hild (1870–1908). Die Rüttenscheider Straße hieß zunächst Kettwiger Chaussee und zwischen 1897 und 1906 Essener Straße. In der Zeit des Nationalsozialismus wurde sie in Hermann-Göring-Straße umbenannt. Die Rüttenscheider Straße führt in Fortsetzung der Huyssenallee ab der Hohenzollernstraße in südlicher Richtung bis zur Witteringstraße und weiter nach Rüttenscheid.                                                       | Kino in der Rüttenscheider Straße                      |
| Sachsenstraße            | 300                    | vermutlich nach dem Volk der Sachsen                                                          | 1. Juli 1891        | Es ist abschließend nicht geklärt, aber es ist wahrscheinlich, dass die Benennung nach dem Volksstamm erfolgte. Es gibt zudem den Hinweis, dass die Benennung in Erinnerung an die Essener Fürstäbtissin Maria Kunigunde von Sachsen stattfand, die auch Prinzessin von Sachsen war. Die Sachsenstraße verbindet die Geibelstraße mit der Friedrichstraße. | Sachsenstraße                                          |
| Schäferstraße            | 240                    | Johann Heinrich Schäfer, Eigentümer des Areals                                                | 10. Juni 1887       | Der am 20. März 1834 in Minden geborene Johann Heinrich Schäfer war Bauunternehmer und Eigentümer des Bereiches, auf dem die Schäferstraße angelegt wurde. Er starb am 28. Februar 1883 in Essen. Die Schäferstraße verbindet die Gutenbergstraße mit der Heinickestraße. |                                                        |
| Schederhofstraße         | 75 im Stadtteil        | Schederhof, Hofname                                                                           | 16. Mai 1902        | 1437 wurde Johan up dem Berge mit dem Gute op der Schede by den Hove to Irensel (Hof Ehrenzell) belehnt. In der Landmatrikel von 1668 war der Hof rund 15 Morgen groß gewesen. Halfmann aufm Schede wird 1795 genannt. 1706 hatten die Augustiner Chorfrauen der Congregatio Beatae Mariae Virginis in Essen den Hof von Alexander de Boys geerbt, da dessen Erben kinderlos verstorben waren. Die fiskalischen Lasten, die auf dem sogenannten Dieckhoffs oder auf’m Scheder Behandigungsgut ruhten, wurden 1841 abgelöst, so dass der Hof uneingeschränktes Eigentum der Congratio BMV wurde. 1864 wurde der Hof an die Firma Krupp verkauft, die dort ab 1874 die Arbeiterkolonie Schederhof errichtete. Im Südviertel verläuft der östliche Zipfel der Schederhofstraße zwischen der Friedrichstraße und der Straße Am EUROPA-CENTER. |                                                        |
| Schornstraße             | 260                    | Carl Schorn, Jurist und Politiker                                                             | 21. Apr. 1911       | Die Schornstraße verbindet der Isenbergplatz mit der Witteringstraße. |                                                        |
| Schubertstraße           | 260                    | Franz Schubert, österreichischer Komponist                                                    | 27. Mai 1904        | Die Schubertstraße verbindet die Rellinghauser Straße mit der Moltkestraße. |                                                        |
| Skagerrakstraße          | 75                     | Skagerrakschlacht                                                                             | 17. Juni 1933       | Die Skagerrakstraße, die an die größte Seeschlacht des Ersten Weltkriegs erinnert, ist eine östliche Stichstraße der Huyssenallee Richtung Stadtgarten. Sie hieß zuvor Nikolausstraße. |                                                        |
| Steinplatz               | 70 × 40                | ehemaliger Steinbruch                                                                         | 27. Okt. 1987       | Im Bereich des Steinplatzes lag ein dem Bauunternehmer Schäfer gehörender Steinbruch. Nachdem der Platz diesen Namen zwischen dem 18. Mai 1894 und dem 2. Februar 1965 schon einmal trug, verhalfen etwa 560 Unterschriften von Anwohnern und Jugendlichen zur offiziellen Wiederbenennung 1987. Der Platz liegt im Osten des Südviertels zwischen der Steinstraße, der Schäferstraße und der Gärtnerstraße. |                                                        |
| Steinstraße              | 640                    | Verbindungsstraße zweier ehemaliger Steinbrüche                                               | 17. Jan. 1868       | Die Straße erhielt Ihren Namen, da sie den städtischen Steinbruch, der im Bereich des heutigen Stadtgartens lag, und den Steinbruch des Bauunternehmers Schäfer am heutigen Steinplatz miteinander verband. So verläuft die Steinstraße von der Rellinghauser Straße am Stadtgarten, am Steinplatz vorbei, bis zur Stadtteilgrenze zum Südostviertel, wo sie als Michaelstraße weitergeführt wird. |                                                        |
| Von-Schmoller-Straße     | 180                    | Gustav von Schmoller, Ökonom und Sozialwissenschaftler                                        | 15. Juli 1957       | Die Von-Schmoller-Straße führt von der Hohenzollernstraße in südlicher Richtung zur Stadtteilgrenze zu Rüttenscheid, wo sie als Cäcilienstraße fortgeführt wird. |                                                        |
| Walter-Hohmann-Straße    | 200                    | Walter Hohmann, städtischer Baurat und Raumfahrtpionier                                       | 20. März 1968       | Die Walter-Hohmann-Straße, die von 1868 bis 1968 Teil der Kaupenstraße war, verbindet die Friedrichstraße mit der Bismarckstraße. |                                                        |
| Weiglestraße             | 390                    | Wilhelm Weigle, Pfarrer und Jugendseelsorger                                                  | 8. Mai 1933         | Wilhelm Weigle wurde am 3. August 1862 in Friemersheim als Pfarrerssohn geboren. Er studierte Theologie in Basel, Berlin, Bonn und Utrecht. Nachdem er Hilfsprediger in Nümbrecht war und dort ordiniert wurde, und ab 1890 Pfarrer in Gruiten war, kam er 1894 an die Altstadtgemeinde in Essen. Hier gründete er 1896 den evangelischen Jugendverein, der entscheidend für die Jugendseelsorge war. 1912 wurde dazu das Weigle-Haus errichtet, in dem Wilhelm Busch 1929 als Nachfolger die Leitung übernahm. Am 4. April 1932 starb Wilhelm Weigle in Essen. Sein Grab auf dem Ostfriedhof erhob die Stadt zum Ehrengrab. Die Weiglestraße, die zuvor Wernerstraße hieß, führt von der Steinstraße nordwärts und geht vor der Bahnstrecke Dortmund–Duisburg in die Hohenburgstraße über. | Weigle-Haus                                            |
| Wiesenstraße             | 330                    | Weg zu einstigen Wiesen                                                                       | 17. Jan. 1868       | Die Wiesenstraße, die einst von der Rellinghauser Straße zu den Wiesen an der Hohenburgsmühle führte, verbindet heute die Gutenbergstraße mit der Helbingstraße, vor dieser sie als Sackgasse endet. |                                                        |
| Witteringstraße          | 870                    | Wittering, Hofname                                                                            | um 1860             | 1477 wird der Witteringshof (Witterinxhove) bereits genannt. Das Gut war behandigungspflichtig und in den Oberhof Viehof gehörig. In der Landmatrikel von 1668 wird der Hof als verkommen bezeichnet, was so viel heißt, als dass die Gebäude nicht mehr vorhanden waren. Die Erben Heßelmans waren die Besitzer. Zum Gut gehörte auch der Witteringskamp an der Witteringsgathe. 1801 waren Heinrich Tuttmann und Clara Lanuis geborene von Basdar Letztbehandigte. Die auf dem Hof haftenden fiskalischen Lasten wurden 1830 durch den Land- und Gerichtsassessor Surmann aus Altena abgelöst, so dass er uneingeschränkter Eigentümer wurde. Die Witteringstraße führt von der Rüttenscheider Straße zur Rellinghauser Straße, wobei sie im gesamten Verlauf die Grenz zu Rüttenscheid bildet. |                                                        |
| Zindelstraße             | 130                    | Peter Zindel, Architekt und Erbauer des alten Essener Rathauses                               | 20. März 1968       | Die Zindelstraße, die zuvor Teil der Kaupenstraße war, verbindet die Bismarckstraße mit der Baedekerstraße. |                                                        |

## Liste ehemaliger Straßennamen
Die Liste ehemaliger Straßennamen erhebt keinen Anspruch auf Vollständigkeit.
| Name                  | von           | bis           | umbenannt in (aktuell)                                            | Herleitung                                                                                            | Bemerkungen |
| --------------------- | ------------- | ------------- | ----------------------------------------------------------------- | --- | --- |
| Alexstraße            | 23. Sep. 1892 | 9. Juli 1915  | → Frau-Bertha-Krupp-Straße                                        | | |
| Am Rheinstahlhaus     | 22. Feb. 1961 | 4. Feb. 1977  | → Am Thyssenhaus                                                  | Lage am Rheinstahl-Hochhaus, heute RUHR Tower                                                         | Nachdem Thyssen (später ThyssenKrupp) 1976 Rheinstahl übernahm, wurde die Straße umbenannt. |
| Am Stadtgarten        | 5. Juli 1889  | 8. Mai 1933   | → Admiral-Scheer-Straße                                           | Nach dem Stadtgarten Essen, der 1859 als erste öffentlich zugängliche Grünanlage angelegt wurde.      | |
| Baumgang              | um 1871       | nach 1955     | aufgehoben und überbaut                                           | Verbindungsgänge in der Kruppschen Arbeiterkolonie Baumhof                                            | Es gab den I., II. und II. Baumgang (von West nach Ost) in der Kruppschen Arbeiterkolonie Baumhof. Das waren Verbindungsgänge zwischen den parallel verlaufenden Straßen Baumhof und Baumstraße. |
| Baumhof               | um 1871       | nach 1933     | aufgehoben und überbaut                                           | Baumhof oder Baumgarten des Gutsbesitzers Peter Heyden                                                | Die Straße Baumhof, auch Im Baumhof, wurde im Zuge der Errichtung der Arbeiterkolonie Baumhof durch Alfred Krupp um 1871 angelegt. Sie verlief parallel zwischen der Baumstraße und der Kaiserstraße (heute Hohenzollernstraße) und verband dabei die Kettwiger Chaussee (heute Rüttenscheider Straße) mit der Viktoriastraße (heute Friedrich-List-Straße). |
| Berthastraße          | 5. Juli 1889  | 26. Jan. 1906 | aufgehoben und überbaut                                           | Bertha Krupp geb. Eichhoff (1831–1888), Ehefrau des Industriellen Alfred Krupp                        | Die Berthastraße wurde 1906 in Frau-Berta-Krupp-Straße (ohne „h“ bei Bertha) umbenannt. Aufgrund städtebaulicher Veränderungen ist der ursprüngliche Straßenverlauf der Berthastraße heute nicht mehr erkennbar. Die heutige Frau-Bertha-Krupp-Straße ist der namentliche Nachfolger. |
| Elisabethstraße       | 24. Feb. 1899 | 2. Okt. 1927  | → Max-Reger-Straße                                                | | |
| Essener Straße        | 16. Sep. 1897 | 26. Jan. 1906 | → Rüttenscheider Straße                                           | Straße nach Essen                                                                                     | Die Essener Straße war ursprünglich die Kettwiger Chaussee. |
| Freiligrathstraße     | 11. März 1898 | 22. Mai 1946  | → An St. Ignatius                                                 | Ferdinand Freiligrath, Lyriker und Übersetzer                                                         | In Kettwig gibt es seit 1925 ebenfalls eine Freiligrathstraße, die nach Eingemeindung 1975 ihren Namen behielt, da die bisherige Straße in Essen bereits 1946 umbenannt war. |
| Friedrichshof         | um 1915       | nach 1935     | → Hölderlinstraße                                                 | Siedlung Friedrichshof, Kruppsche Arbeitersiedlung                                                    | Die Straße Friedrichshof war zuvor Teil der Klopstockstraße und wurde nach 1935 Teil der Lordstraße. Seit 1954 ist sie Teil der Hölderlinstraße. |
| Hachestraße           | 11. Feb. 1898 | 5. Juni 1934  | → Lenaustraße (teilweise)                                         | Gustav Hache, Oberbürgermeister der Stadt Essen                                                       | Die Hachestraße verlief von der Bismarckstraße über die heutige Lenaustraße, jedoch nicht wie heute im Winkel nach Südwesten abknickend, sondern gerade weiter über die Kruppstraße bis zur Sachsenstraße. 1934 wurde dieser Straßenzug aufgehoben, und das verbliebene kurze Stück, das von der Bismarckstraße abgeht, der damaligen Lessingstraße angegliedert und 1977 komplett in Lenaustraße umbenannt. So erhielt 1934 die heutige Hachestraße nördlich der Bahnstrecke Dortmund–Duisburg im Stadtkern ihren Namen. |
| Hermann-Göring-Straße | 13. Juli 1933 | 18. Juni 1945 | → Rüttenscheider Straße                                           | Hermann Göring, führender nationalsozialistischer Politiker, Oberbefehlshaber der deutschen Luftwaffe | Umbenennung in der Zeit des Nationalsozialismus, um die symbolische Form der Machtergreifung voranzutreiben. |
| Hofstraße             | 17. Jan. 1868 | 9. Juli 1915  | → Gutenbergstraße                                                 | | |
| Huttropstraße         | 10. Juni 1887 | 27. Nov. 1933 | → Helbingstraße                                                   | Huttrop, seit 1908 Stadtteil von Essen                                                                | |
| Huyssenstraße         | 31. Juli 1885 | 1. Okt. 1920  | → Baedekerstraße                                                  | Huyssen, Familienname                                                                                 | Die für Essen bedeutende Familie Huyssen machte sich um die Stadt und das evangelisch-kirchliche Leben verdient. Es gab zahlreiche Familienmitglieder, die Essener Ratsmitglieder und Bürgermeister waren, darunter auch Heinrich Arnold Huyssen. |
| Isenburgstraße        | 9. Jan. 1889  | 1. März 1901  | → Isenbergstraße                                                  | Isenburg (Hattingen)                                                                                  | |
| Jahnstraße            |               | 9. Jan. 1889  | → Isenbergstraße                                                  | | |
| Kahrgate              |               | 16. Mai 1902  | → Kahrstraße                                                      | Örtlichkeit                                                                                           | In der Mutterrolle von 1827 wird die Kahrgate erwähnt. So lautete die ursprüngliche Wegbezeichnung Kahrgate, auch Kahrgatt oder Kahrweg. |
| Kaiserstraße          | 5. Juli 1889  | 14. März 1978 | → Hohenzollernstraße                                              | Deutscher Kaiser                                                                                      | |
| Kettwiger Chaussee    |               | 26. Jan. 1906 | → Huyssenallee → Rüttenscheider Straße                            | | Die Kettwiger Chaussee wurde 1897 zur Essener Straße und 1906 zur Rüttenscheider Straße. |
| Klopstockstraße       | vor 1907      | um 1915       | → Hölderlinstraße                                                 | Friedrich Gottlieb Klopstock, Dichter                                                                 | Die Klopstockstraße wurde vor 1907 angelegt und verband den Beiseweg, (heute in diesem Bereich Holsterhauser Straße) über die Kaupenstraße mit der Goethestraße. Später hieß ein Teilstück Friedrichshof und seit 1954 trägt sie den Namen Hölderlinstraße. Seit 1915 gibt es in Essen-Borbeck-Mitte eine Klopstockstraße. |
| Lessingstraße         | 11. Feb. 1898 | 8. März 1977  | → Lenaustraße                                                     | | |
| Lordstraße            | 17. Jan. 1868 | nach 1945     | überwiegend aufgehoben und überbaut → Hölderlinstraße (Teilstück) | | Die Lordstraße führte von der Schederhofstraße nach Süden über die Kruppstraße zur Holsterhauser Straße und weiter über die Kaupenstraße zur Kahrstraße. Nach 1935 wurde der Teil der Lordstraße zwischen Holsterhauser Straße und Kahrstraße Teil des damaligen Beisewegs, und der Teil, der zuvor Friedrichshof hieß, Teil der Lordstraße. Bis auf dieses Teilstück, das heute Teil der Hölderlinstraße ist, existiert der einstige Straßenzug der Lordstraße nicht mehr und ist überwiegend überbaut.                  |
| Mackensenstraße       | 8. Mai 1933   | 18. Juni 1945 | → Brunnenstraße                                                   | August von Mackensen, preußischer Generalfeldmarschall                                                | Umbenennung in der Zeit des Nationalsozialismus, um die symbolische Form der Machtergreifung voranzutreiben. Der Heerführer aus dem Ersten Weltkrieg, August von Mackensen, wurde zur Symbolfigur und wurde von den Nationalsozialisten als Anhänger Hitlers zu Propagandazwecken eingesetzt. |
| Mörderstraße          | um 1860       | 17. Jan. 1868 | → Hölderlinstraße                                                 | | Die Mörderstraße hieß später in Teilen Lordstraße und Klopstockstraße, bis 1954 die Hölderlinstraße ihren heutigen Namen erhielt. |
| Nikolausstraße        | 10. Juni 1887 | 17. Juni 1933 | → Skagerrakstraße                                                 | | |
| Schillerstraße        | 17. Jan. 1868 | 7. Apr. 1978  | → Bert-Brecht-Straße teilweise aufgehoben und überbaut            | | Die Schillerstraße verlief südlich des Hauptbahnhofs auf der heutigen Bert-Brecht-Straße und weiter nach Osten bis zur Helbingstraße. In letzterem Bereich ist sie in den 1960er-Jahren überbaut worden. |
| Steineckenstraße      | 20. Nov. 1937 | 10. Juni 1940 | → Heinickestraße                                                  | Viktor Steinecke (1862–1917), Direktor des Helmholtz-Gymnasiums                                       | Die Umbenennung der Heinickestraße in Steineckenstraße war ein Versehen. Aufgrund Heinickens Vornamen Samuel nahm man an, dass er Jude sei und taufte die Straße in der Zeit des Nationalsozialismus deshalb um. Nachdem der Fehler bemerkt wurde, und auch, dass Viktor Steinecke einer Logenvereinigung angehörte, nahm man die Umbenennung zurück. |
| Syndikatstraße        | um 1894       | 2. Feb. 1959  | → Gärtnerstraße (1959) aufgehoben und überbaut (um 1991)          | Rheinisch-Westfälisches Kohlen-Syndikat                                                               | Der Name Syndikatstraße wurde 1959 aufgehoben und der Straßenzug durch die südliche weiterführende der Gärtnerstraße ebenso benannt. Anfang der 1990er Jahre wurde die einstige Syndikatsstraße aufgrund der Errichtung der Evonik-Firmenzentrale überbaut, die ursprüngliche Gärtnerstraße blieb erhalten. |
| Taubenstraße          | 5. Juli 1889  | 29. Nov. 1889 | → Heinickestraße                                                  | | |
| Uhlandstraße          | vor 1874      | nach 1965     | → Bert-Brecht-Straße → teilweise überbaut                         | Ludwig Uhland, Dichter                                                                                | Die Uhlandstraße verlief von der Haupt-Bahnstrecke in südlicher Richtung (westlich des heutigen Postbank-Hochhauses) und querte die Kruppstraße. Bis dahin besteht sie noch und wurde nach 1965 der ehemaligen Schillerstraße, heute Bert-Brecht-Straße, angegliedert. Die Uhlandstraße verlief weiter südostwärts, querte die Dreilindenstraße, die einst bis auf die Freiheit führte, und stieß schließlich auf die Huyssenallee. Dieser Abschnitt zwischen Kruppstraße und Huyssenallee ist nach 1945 überbaut worden. |
| Viktoriastraße        | 18. Mai 1894  | 5. Juni 1934  | → Friedrich-List-Straße                                           | | |
| Wernerstraße          | 10. Okt. 1890 | 8. Mai 1933   | → Weiglestraße                                                    | Werner Heinrich Emil Huyssen                                                                          | Werner Heinrich Emil Huyssen, Mitglied der Familie Huyssen, die mehrere Ratsmitglieder und Industrielle hervorbrachte, wurde am 1. Januar 1850 in Essen geboren und starb am 24. Juni 1890 ebenda. Sein Grabmal befindet sich auf Grabfeld 5 des Ostfriedhofs. |
| Witteringplatz        | vor 1907      | nach 1955     | aufgehoben und überbaut                                           | Wittering, Hofname                                                                                    | Der Witteringplatz lag dort, wo die Baumstraße und die Friedrich-List-Straße auf die Witteringstraße treffen. |